# Alchimia veninului
Alchimia Veninului este albumul de debut al artistului Cedry2k. Albumul a apărut pe 20 aprilie 2007 sub sigla Facem Records Pe album mai apar ca invitați CTC (separat), Zale, Carbon si Bitza. 

## Piese
| #  | Titlu                                        | Producător    | Durată |
| -- | -------------------------------------------- | ------------- | ------ |
| 1  | Noaptea Cuțitelor Lungi                      | Vlad Dobrescu | 01:01  |
| 2  | Geneza                                       | Jupiter       | 01:19  |
| 3  | 11 Secunde                                   | Raz One       | 03:34  |
| 4  | Istorii Secrete (cu Deliric 1)               | Jupiter       | 03:41  |
| 5  | Capcanele Timpului                           | Raz One       | 03:44  |
| 6  | Bârfe Despre Târfe (cu Vlad Dobrescu)        | Vlad Dobrescu | 03:53  |
| 7  | Anatomia Rimei (cu Carbon)                   | Jupiter       | 03:11  |
| 8  | Pe Cord Deschis (cu Zale)                    | Jupiter       | 03:29  |
| 9  | Rechini (cu Vlad Dobrescu)                   | Vlad Dobrescu | 04:16  |
| 10 | Zilele Fricii                                | Raz One       | 04:03  |
| 11 | De Pe Podium la Podea                        | Raz One       | 03:15  |
| 12 | În Luptă Cu Condiția (cu Bitza)              | Jupiter       | 03:57  |
| 13 | Profil                                       | Vlad Dobrescu | 03:29  |
| 14 | Sfertul Academic (cu L Doc si Spectru Sonor) | Jupiter       | 03:38  |
| 15 | Alchimia Veninului                           | Vlad Dobrescu | 03:31  |